# Palmvlagborstelworm
De palmvlagborstelworm (Psammoryctides barbatus) is een ringworm uit de familie van de Naididae. De wetenschappelijke naam van de soort is voor het eerst geldig gepubliceerd in 1861 door Grube.